# Кратцат, Герхард
Йоханнес Герхард Кратцат (нем. Johannes Gerhard Kratzat; 8 января 1909, Бург, Дитмаршен, Шлезвиг-Гольштейн, Германская империя — 12 июля 1944, Лион, Франция) — немецкий антифашист и деятель Движения Сопротивления во Второй мировой войне.

## Биография
Родился в 1909 году в Бурге. Учился в народной школе, потом учился на банковского клерка и стал вскоре моряком. В Бурге был известен как опытный моряк. Весной 1931 года участвовал в забастовке моряков в балтийских портах.
С марта по июль 1933 года узник концлагеря Зонненбург, там подвергался пыткам. В результате побоев получил перелом челюсти и в течение нескольких недель мог принимать пищу только в жидком виде. Медицинскую помощь ему оказали только тогда, когда состояние стало уже критическим.
После освобождения Кратцат долгое время жил у родителей. С 1934 по 1936 годы работал в Международном союзе моряков и портовых рабочих в Роттердаме и Антверпене. В местных интерклубах немецкие моряки получали нелегальную литературу и могли обсуждать на палубах кораблей различные темы жизни Германии.
С 1937 по 1939 годы Кратцат участвовал в гражданской войне в Испании на стороне республиканцев в разведывательной службе морской группы добровольцев. Занимался репатриацией военнослужащих 15-й интербригады.
Во время Второй мировой войны работал во французском Сопротивлении. 10 марта 1944 схвачен немцами в Париже, передан полевому суду, осуждён за «сотрудничество с врагом» и приговорён к смерти. 12 июля 1944 повешен в Лионе.
30 июля 2009 в память о Герхарде Кратцате художник Гюнтер Демниг установил «камень преткновения» в стену дома 17 на Гартенштрассе в Бурге, где проживал Кратцат.